# Бородулин, Александр Васильевич (инженер-конструктор)
Алекса́ндр Васи́льевич Бороду́лин (1921—1984) — советский инженер-конструктор, организатор лабораторно-конструкторских испытаний ядерных зарядов и боеприпасов; лауреат Ленинской премии (1963). 

## Биография
Родился 18 августа 1921 года в деревне Бор-Бельский Бежецкого уезда Тверской губернии.
С 1940 года после окончания Рыбинского авиационного техникума  работал технологом и старшим техником на Казанском авиационном заводе №16 НКАП СССР. 
С 1942 по 1946 годы в РККА, участник Великой Отечественной войны, в 1943 году был тяжело ранен. В 1944 году за храбрость был награждён Орденом Красной Звезды, войну закончил в звании гвардии старшины.
С 1946 года инженер-конструктор завода № 16 НКАП СССР.
С 1952 года после окончания Казанского авиационного института работал в системе атомной промышленности СССР. С 1954 года направлен в закрытый город Арзамас-16, работал инженер-конструктором, старшим инженером и руководителем конструкторской группы ВНИИЭФ.
С 1955 года направлен в закрытый город Челябинск-70, был начальником отдела и заместителем начальника Сектора, с 1956 года после окончания вечернего отделения МИФИ был назначен начальником Сектора, с 1973 по 1984 годы был заместителем главного конструктора, с 1984 года начальник Научно-исследовательского испытательного комплекса (НИИК) ВНИИТФ.
С 1967 по 1984 годы избирался депутатом городского Совета депутатов трудящихся и членом ГК КПСС  города Челябинск-70. 

## Награды
Источники:

### Ордена
- Орден Ленина  (1976)
- Орден Октябрьской революции  (1971)
- Орден Трудового Красного Знамени (1956, 1962)
- Орден Красной Звезды  (1944)
- Орден «Знак Почета»  (1954)

### Премии
- Ленинская премия (1963)

### Знаки отличия
- Почётный гражданин города Челябинск-70 (1982 — «за большой вклад в дело строительства и развития города»[5])